# 名和長年

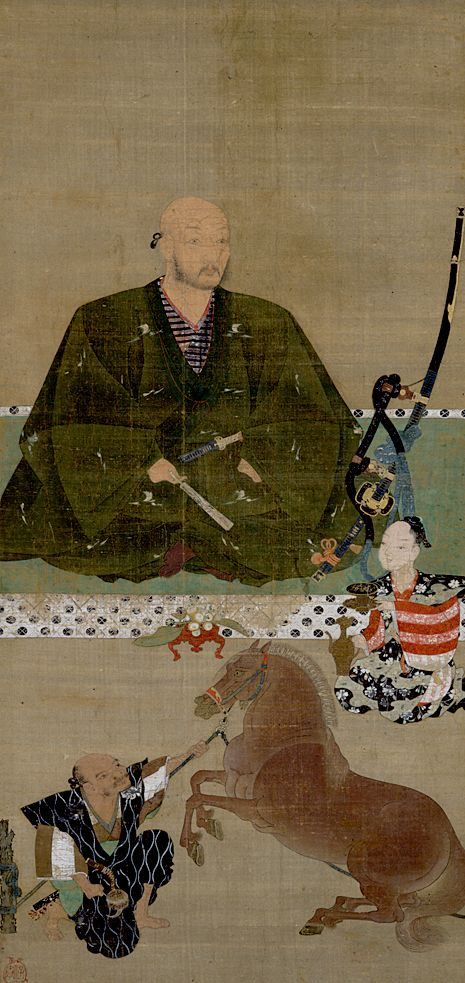
（据称）名和长年像

名和长年（日语：名和 長年 なわ ながとし、?—1336年8月7日（延元元年 / 建武3年6月30日）），日本南北朝时代武将。官位伯耆守。与建武新政下受到重用的楠木正成、结城亲光、千种忠显并称「三木一草」。名和长年署名签发的文书现存很少，流传下来的有关其本人以及名和氏的史料也不多。

## 生平
伯耆国名和（鸟取县西伯郡大山町名和）从事海运业的名和氏当主。最早筑石山城（冈山城）的上神高直是他的同族。名和氏和赤松氏一样自称为村上源氏雅兼流，『禅僧日記』记载名和氏长年从事海运，也有一说其氏族本是恶党。通过商业活动积蓄财富这一点与楠木氏类似，应该也是比较富裕的武士。『太平記』记载其为「家富み一族広うして、心がさある者（家族富裕繁荣，其人度量宏大）」。
元弘元年（1331年）的元弘之乱中后醍醐天皇的倒幕计划被镰仓幕府察觉，因而被捕并流放隐歧岛。正庆2年（1333年）后醍醐天皇从岛上逃出，长年在船上山（现在的鸟取县东伯郡琴浦町）接驾，参加了倒幕运动（船上山之战）。得胜的名和长年被后醍醐天皇任命为伯耆守。后醍醐天皇回京之际还担任护卫任务。在船上山迎接天皇参加倒幕之后的部分『太平記』和『梅松論』都有详细的记载。
幕府灭亡后后醍醐天皇开展的建武新政中，与河内国豪族楠木正成等人一同担任天皇近侍的武士，也在记录所、武者所、恩赏方和杂诉决断所等处仕官，被赐予张帆船形家纹。还被任命为京都左京的东市司市正。这一任命应该是考虑到名和氏浓厚的商人背景。这一役职原本是中原氏代代世袭的，是后醍醐天皇强行安插了长年，应该是为了让自己的心腹掌握这一要害位置从而直接掌握京都的工商业。建武2年（1335年）西园寺公宗同北条氏残党密谋颠覆新政事发被捕，流放出云国的途中被长年暗杀。护良亲王与倒幕中攻灭六波罗探提的大功臣足利尊氏对立，也与后醍醐天皇产生龃龉之时，负责抓捕其的也是名和长年和结城亲光。
尊氏以讨伐中先代之乱为契机脱离建武政权之后，与楠木正成、新田义贞等人一同作为宫方力量与尊氏作战。延元元年/建武3年（1336年）凑川之战之后，迎战攻入京都的足利尊氏时战死。关于长年殒命之处，『太平記』记载为京都大宮、『梅松論』记载为三条猪熊。随着长年之死，因后醍醐天皇的恩宠而发达的「三木一草」就全部陨落了。『歯長寺縁起』记载长年之死为「南朝由盛而衰的凶兆」，随着重臣的相继丧失，南朝渐渐显现出颓势。
明治19年（1886年）被追赠正三位，昭和10年（1935年）追赠从一位。明治17年（1884年）因为长年的功勋，其末裔福岡县名和神社宫司名和长恭被授予男爵。

## 逸话
- 出生年份不明，然而从长男义高生于1302年一事推测，船上山之战时再怎么年轻也已经45岁左右了。
- 船上山举兵时的名字还是名和长高，后醍醐天皇认为「又长又高不是很危险吗」（長くて高いのは危険なことではないか），并赐名长年。
- 弓术名手，曾引五人力之强弓，一箭射穿两名敌兵。
- 在船上山被长年的奋战和忠君感动的后醍醐天皇为其咏了一歌『忘れめや 寄るべもなみの荒磯を 御船の上にとめし心は』。后来被收录在新叶和歌集。